# Габріел Мендіш
Габріел Мендіш (порт. Gabriel Mendes, нар. 30 травня 1954, Порту) — португальський футболіст, що грав на позиції захисника. По завершенні ігрової кар'єри — тренер.
Виступав, зокрема, за клуби «Порту» та «Спортінг», а також національну збірну Португалії.

## Клубна кар'єра
У дорослому футболі дебютував 1974 року виступами за команду «Порту», в якій провів дев'ять сезонів, взявши участь у 180 матчах чемпіонату. За цей час двічі виборював титул чемпіона Португалії та по разу ставав володарем Кубка та Суперкубка Португалії.
1983 року Мендіш перейшов у столичний «Спортінг» і відіграв за лісабонський клуб наступні чотири сезони своєї ігрової кар'єри, після чого у сезоні 1987/88 провів свої останні 9 матчів у вищому дивізіоні країни, представляючи «Спортінг» (Ковільян).
Завершив ігрову кар'єру у команді «Ермесінде», за яку виступав протягом 1988—1989 років.

## Виступи за збірні
Протягом 1974—1975 років залучався до складу молодіжної збірної Португалії. На молодіжному рівні зіграв у 2 офіційних матчах, забив 1 гол.
30 березня 1977 року дебютував в офіційних матчах у складі національної збірної Португалії в товариській грі проти Швейцарії (1:0).
Загалом протягом кар'єри у національній команді, яка тривала 6 років, провів у її формі 20 матчів.

## Кар'єра тренера
Розпочав тренерську кар'єру 1990 року, очоливши тренерський штаб клубу другого дивізіону «Баррейренсі», а наступного року став тренером клубу третього дивізіону «Торреш-Новаш», у складі якої в тому числі виходив на поле як граючий тренер.
Протягом тренерської кар'єри також очолював нижчолігові команди «Санжуаненсі», «Пеніше» та «Фейренсі», а останнім місцем тренерської роботи Мендіша був клуб «Агеда», головним тренером команди якого Габріел був з 2002 по 2003 рік.

## Титули і досягнення
- Чемпіон Португалії (2):

«Порту»: 1977/78, 1978/79
- Володар Кубка Португалії (1):

«Порту»: 1976/77
- Володар Суперкубка Португалії (1):

«Порту»: 1981